# Антоніо Ґрамші
Антоніо Ґрамші (італ. Antonio Gramsci; 22 січня 1891, Алес, о. Сардинія — 27 квітня 1937, Рим) — італійський революціонер, теоретик марксизму, засновник і керівник Італійської комуністичної партії.

## Життєпис

### Дитинство та юність
Антоніо Ґрамші народився на острові Сардинія та був четвертим з семи дітей в родині дрібного службовця Франческо Ґрамші (албанця з походження). Ще в юності у Ґрамші проявився інтерес до літератури. Раніше захоплення соціалізмом брата Дженнаро суттєво вплинуло на його подальший розвиток.
1897 року його батько за підозрою в зловживанні службовим положенням був посаджений до в'язниці на 5 років. Незабаром після цього його мати з дітьми переїхала в Ґіларцу, де Антоніо закінчив початкову школу. У 11 років він на два роки поступив на роботу в податкову службу в Гіларце, щоб допомогти своїй родині, надзвичайно обмеженої в матеріальному плані. Одначе він продовжив навчатися самостійно і врешті-решт повернувся до школи, де виявилися його блискучі здібності по більшості предметів.
Вигравши державну стипендію, вчився у Туринському університеті на факультеті літератури, де спеціалізувався на лінгвістиці. Його викладач Маттео Бартолі був прихильником неолінгвістики й заохочував Грамші збирати сардинські діалекти та традиції. Через проблеми зі здоров'ям і безгрошів'я Грамші так і не закінчив університет.

### Політична діяльність
1913 року вступив до Італійської Соціалістичної Партії (1892—1994). Дописував до соціалістичних ґазет «Ґрідо дель пополо» («Голос народу») і «Аванті!» («Вперед!»), займався просвітницькою діяльністю серед робітників Турина. Після антивоєнного повстання у Турині в серпні 1917 Ґрамші було обрано секретарем міської секції соціалістичної партії.
В умовах післявоєнного революційного підйому в Італії Ґрамші виступав ініціатором руху за створення фабрично-заводських рад, що стали своєрідною формою боротьби італійських робітників за владу у 1919—1920. Під впливом ідей французького синдикаліста Жоржа Сореля (1847—1922) Ґрамші писав, що фабрично-заводські ради допомогли згуртуватися робітничому класу та дозволили робітникам усвідомити своє місце у виробничій сфері, а також набути навичок, необхідних для створення нового суспільства та держави нового типу в період, коли буржуазія більше не в змозі ґарантувати розвиток продукційних сил.

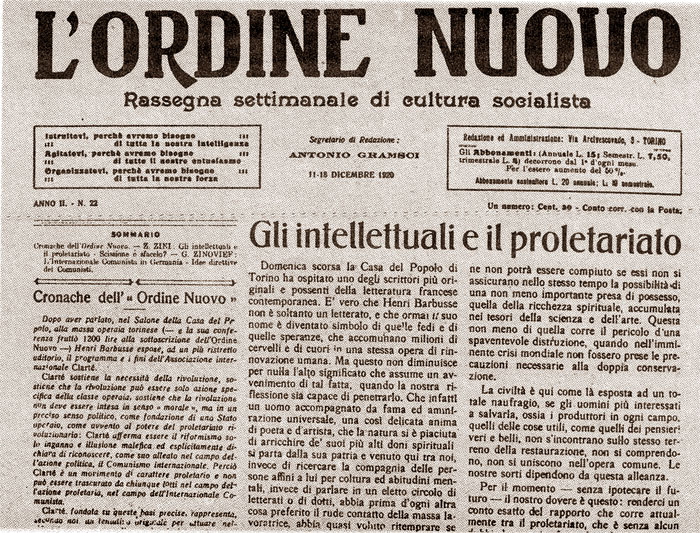
«L'Ordine Nuovo» (1920)

У цей період він — разом з Пальміро Тольятті, Умберто Террачіні та іншими молодими соціалістами — видавав і редагував газету «Ордіне нуово» («Новий порядок»). Саме у статтях, опублікованих в «Ордіне нуово», Ґрамші на основі ретельної аналізи структури італійського суспільства розпочав теоретичну роботу над питанням рушійних сил революції в Італії і висунув завдання боротьби за союз промислового пролетаріату Півночі зі селянством Півдня, наголошуючи, що такий союз є найважливішою передумовою успішної боротьби за гегемонію пролетаріату в конкретних італійських умовах.
На XVII з'їзді соцпартії у Ліворно (січень 1921) стався розлам, і ліве крило партії (числом від третини до чверті делегатів) сформувало самостійну комуністичну партію. Одним із лідерів молодої партії став Ґрамші. З травня 1922 року до листопада 1923 року він, як делегат до III (Комуністичного) інтернаціоналу од Італії, жив і працював у Москві. Обраний депутатом, 1924 року Ґрамші повернувся до Італії, де очолив італійську компартію і повів боротьбу за перетворення її з сектантського угруповання перших років на партію, базовану на масовому русі.

### Ув'язнення
На початку 1920-х в Італії поступово установлювалася фашистська влада. 27-30 жовтня 1922 Національна Фашистська Партія організувала «похід на Рим», що після нього король Віктор Еммануїл III доручив лідеру партії Беніто Муссоліні сформувати уряд. Уже до того фашисти мали 36 місць у парламенті з 535 (для порівняння: комуністи мали 15), їх підтримувала Народна партія, що того ж 1922 року взяла участь у формуванні уряду разом з фашистами. Проте влітку наступного 1923 року вона поділилася думками з фашистами і на виборах 1924 року пішла з власним списком. 18 листопада 1923 був прийнятий «закон Ачербе», що давав преференції у формуванні складу парламенту партії-переможниці на виборах: так у квітні наступного року фашисти отримали ⅔ депутатських місць. 2 жовтня 1925 було створено фашистські «корпорації», що об'єднали найманих працівників і роботодавців, поклавши таким чином край профспілковому руху.
Після 9 листопада 1926, згідно із «Законом про захист держави», в Італії були розпущені опозиційні партії, закриті опозиційні ґазети та позбавлені мандатів депутати з нефашистських партій. Депутати-комуністи були заарештовані. Серед них був і Ґрамші.

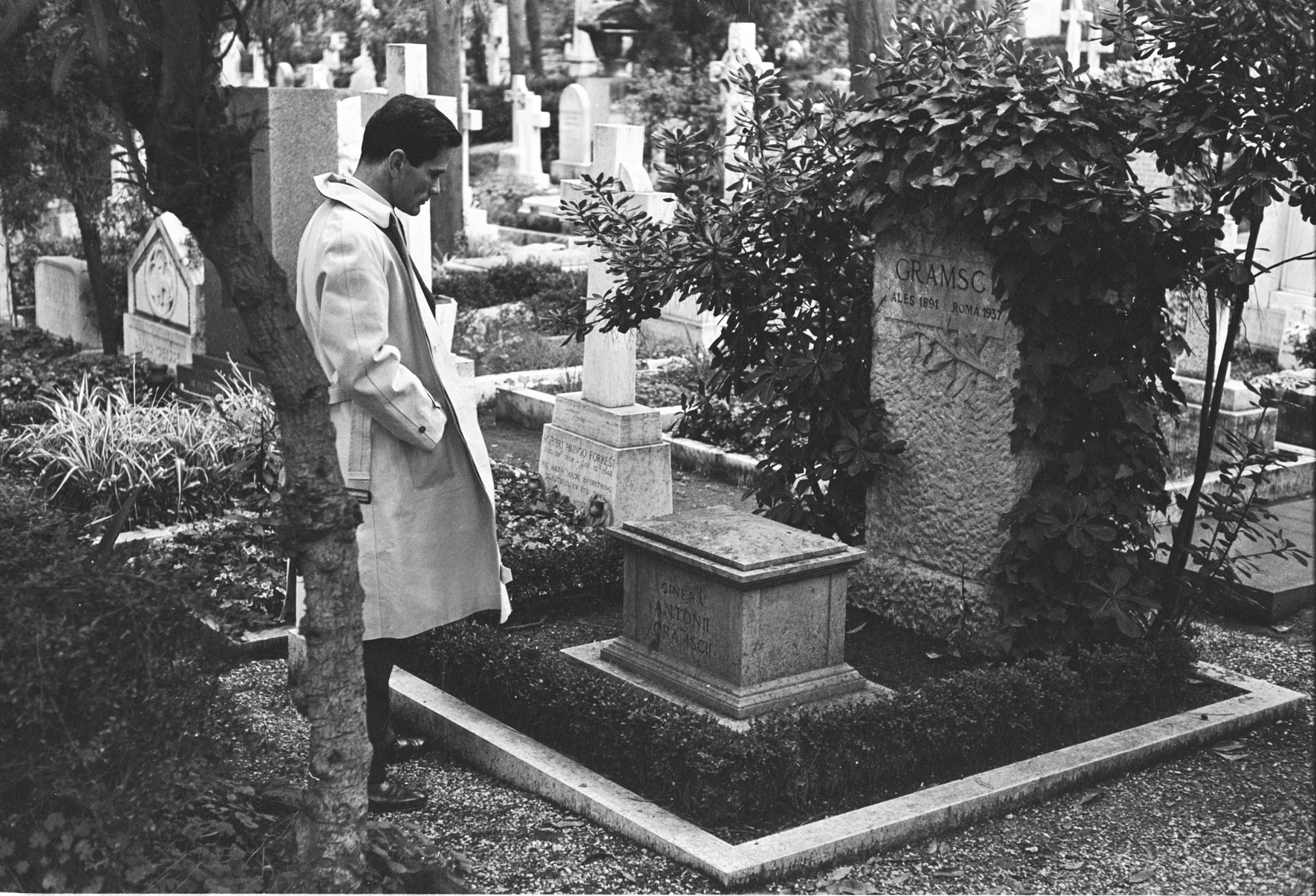
Пазоліні на могилі Ґрамші

Спочатку першого секретаря компартії відправили на о. Утіка, де його в купі з багатьма «неблагонадійними» було інтерновановано. 1928 року трибунал засудив Ґрамші до 20 років ув'язнення, і його відправляють спочатку до однієї в'язниці, потім до іншої. Більшу частину свого строку він провів у в'язниці Турі (поблизу міста Барі). На свободу вийшов внаслідок амністії через одинадцять років — смертельно хворим. Помер у лікарні Квізізана в Римі.
Тіло Ґрамші кремовано, його поховано у загальній могилі на цвинтарі Верано. По війні Ґрамші перепоховають на римському протестан-тському (анґлійському) цвинтарі.

## Ідейна спадщина

### Південне питання
Ґрамші прагнув виявити всі ті кардинальні проблеми, що не були вирішені в боротьбі за національне об'єднання і продовжували гальмувати економічний і політичний розвиток країни. Він досліджував в історичному плані проблему розриву між містом і селом, Північчю і Півднем, інтелектуалами та народом. Тим-то особливо велику увагу Ґрамші приділяв вивченню проблеми відсталості Півдня Італії — так званому південному питанню, яке він розглядав насамперед як питання селянське. За Ґрамші, сільськогосподарський Південь був по суті колонією промислової Півночі — саме нещадна експлуатація селян Півдня уможливили капіталістичний поступ на Півночі.

### «В'язничні зошити»
Спочатку через інтенсивну партійну роботу, а пізніше через ув'язнення і погіршення здоров'я Ґрамші не мав часу для розробки цілісної теорії, для написання книжок чи навіть памфлетів. Його теоретичні знахідки і відкриття розкидані по сторінках 29 зошитів, які він вів у фашистській тюрмі між 1929 і 1935. У цих зошитах він спробував вивчити кілька важливих питань, котрі хотів, коли з'явиться можливість, дослідити в низці книг.
Ґрамші вживає поняття «громадянське суспільство» подібно до німецького філософа Ґеорґа Геґеля (1770—1831), себто як сукупність суспільної діяльности та інститутів, що є частиною держави, але що — на відміну від «політичного суспільства» (державного апарату) — не є інструментом безпосереднього владарювання. До цих інститутів належать опозиційні партії, профспілки, добровільні об'єднання громадян, школа, церква. Громадянське суспільство, це — царина, в якій панівний суспільний клас «організовує» згоду почерез ідеолоґічно-культурну геґемонію (на відміну від політичного суспільства, де панування орґанізовано через примус).
Термін «гегемонія» є запозиченим у російських соціал-демократів кінця XIX ст.: ті послуговувались ним у дискусії про провідну роль робітничого класу підчас майбутньої революції у Росії. Запозичивши власне термін, Ґрамші вживав його, описуючи політичний устрій, який ув Европі 1920-30-х суттєво відріжнявся від дореволюційної, царської Росії. Панування буржуазії у Західній Европі, базоване не тільки на примусі, а й на своєрідній згоді, створювало умови, що унеможливлювали прихід пролетаріату до влади у спосіб, продемонстрований Жовтневою революцією, — почерез штурм влади (маневреної війни). Боротьба на Заході мала бути тривалою, мала набути форми позиційної війни, що розгортається навколо боротьби за геґемонію (панівне місце у суспільстві). Ця боротьба заходить ув історії не вперше: інші суспільни класи за інших історичних обставин змагалися за суспільний провід.
У буржуазному суспільстві культурно-ідеологічну гегемонію здійснюють інтелектуали (або «працівники розумової праці») почерез інститути «громадянського суспільства» — у буржуазному суспільстві це школи, церкви, засоби масової інформації, об'єднання громадян тощо. Інтелектуали, що обслуговують панівний клас, працюючи в сфері громадянського суспільства, можуть бути «традиційними інтелектуалами», «успадкованими» з попередніх історичних епох (наприклад, священиків), так і виховуватися самим панівним класом (наприклад, шкільні вчителі, офіцери, журналісти, письменники, філософи, політтехнолоґи тощо). Останніх Ґрамші назвав «орґанічними інтелектуалами».
Органічні інтелектуали пролетаріату як революційного класу завжди є революційною інтелігенцією. Орґанізаційною формою цієї інтелігенції є комуністична партія, де відбувається її відбір.
За Ґрамші, всі люди є інтелектуалами, коли займають активну життєву позицію, поєднуючи теоретично-ідеолоґічну роботу з практичною боротьбою за інтереси свого класу. З дальшим розгортанням революційних суспільних перетворень, з дальшим долученням мас до управління власним життям і суспільством загалом, «функції» інтелектуалів виконуватиме повсякчас більше людей: вони самостійно розроблятимуть і втілюватимуть в життя політичні та господарські завдання, орґанізовуватимуть суспільні процеси і керуватимуть ними. Це означатиме справжню демократизацію — процес, покликаний унеможливити формування б'юрократії, яка зароджується саме за монополізації права приймати суспі-льно важливі рішення малим гуртом інтелектуалів.
Марксизм й історичний матеріалізм Ґрамші позначав терміном «філософія практики», що його він запозичив в свого співвітчизника Антоніо Лябріоли. Так він підкреслював особливість марксизму як вчення, що в ньому теорія має перебувати у нерозривній єдності з практикою. Марксизм може допомогти масам стати головними дієвими особами історії, адже виробляє критичне мислення і цілісне світобачення, що спонукає до активних дій.
Ґрамші виступав проти двох — вельми впливових у його дні — теоретичних позицій, що вели до пасивности, що її можна виразити фразою «ми маємо ставитися до життя по-філософські». Першою був ідеалізм італійського геґельянця Бенедетто Кроче (1866—1952), другою — спрощений і механістичний варіант марксизму російського більшовика Ніколая Бухаріна (1888—1938) (Ґрамші залишив чимало критичних заміток на популярний підручник марксистської соціології «Теорія історичного матеріалізму» останнього).
Чільне місце у «В'язничних зошитах» займають параґрафи, замітки та нариси, присвячені проблемам італійської історії. Його історичні дослідження відріжняє широта тематики: в них розглядаються проблеми історії Італії від епохи Відродження (XV—XVI ст.ст.) до періоду фашизму (1922—1943). Головною метою історичних досліджень Ґрамші була наукова розробка проблеми гегемонії пролетаріату. З розробкою цієї проблеми тісно пов'язані всебічні дослідження, присвячені епосі Рісорджименто — періоду боротьби за національне визволення й об'єднання Італії у XIX ст.. На конкретних історичних прикладах Ґрамші показує, що союз із селянством визначає політичний успіх тієї сили, що здійснює керівну ролю у цьому союзі. Ґрамші розглядає Рісорджименто як буржуазну революцію, що залишилася незавершеною головне тому, що в Італії не здійснили революційних перетворень на селі.
Нова національна держава постала наслідком «пасивної революції»: італійська ліберальна буржуазія боялася активної участи народних мас (насамперед селянства) в об'єднавчому русі, а італійські революційні демократи («Партія дії»), що виступали за створення республіки, відштовхували від себе селянські маси тим, що не наважувалися вирішувати аґрарне питання у революційний спосіб. Збереження февдальних пережитків, слабкість демократичних сил зумовили внутрішнє безсилля ліберально-монархічного режиму, що чітко проявилися по першій світовій війні (1914—1918). Така історичне «спадщина» Рісорджименто полегшила захоплення влади фашистами.